# Adelida (hija de Guillermo I de Inglaterra)
Adelida (m. antes de 1113) fue hija de Guillermo I de Inglaterra y de su esposa, Matilde de Flandes. Su vida resulta bastante incierta, sobre todo las fechas de su nacimiento y de su defunción. En un rollo mortuorio que se elaboró en la casa religiosa de su hermana, consta como la primera de las hijas de Guillermo. Suele aparecer como la mayor en varios listados en los que figura la descendencia de este monarca, y, por ello, es muy probable que fuera la primogénita. El hecho de que esté incluida en el rollo mortuorio indica que su defunción fue anterior a la fecha de su compilación en 1113.

## Biografía
En las adiciones que hizo Orderico Vital a la Gesta Normannorum Ducum (Historia de los duques normandos), afirma que, antes de morir en la batalla de Hastings, Harold Godwinson estaba comprometido con «Adelidis», una hija de Guillermo, y que ésta se quedó soltera tras el fallecimiento de Harold. Al utilizar el nombre de «Adelida», Roberto de Torigni se adhiere a lo que comenta Orderico al presentarla como la prometida de Harold.
Sin embargo, en los últimos libros de su Historia Ecclesiastica, Orderico sostiene que Adelida era «una virgen bajo la protección de Roger de Beaumont»; lo que, según la historiadora Elisabeth van Houts, indica probablemente que Adelaida fuera una monja de St. Léger en Préaux. Orderico nombra a Ágata, una hermana hasta ahora desconocida, como la prometida de Harold, y también de Alfonso VI de León.
Casi con toda seguridad, se trata de la Adelida a la que se refería el arzobispo Anselmo de Canterbury en sus oraciones y meditaciones como «venerable dama de la nobleza real».